# 中山雅史

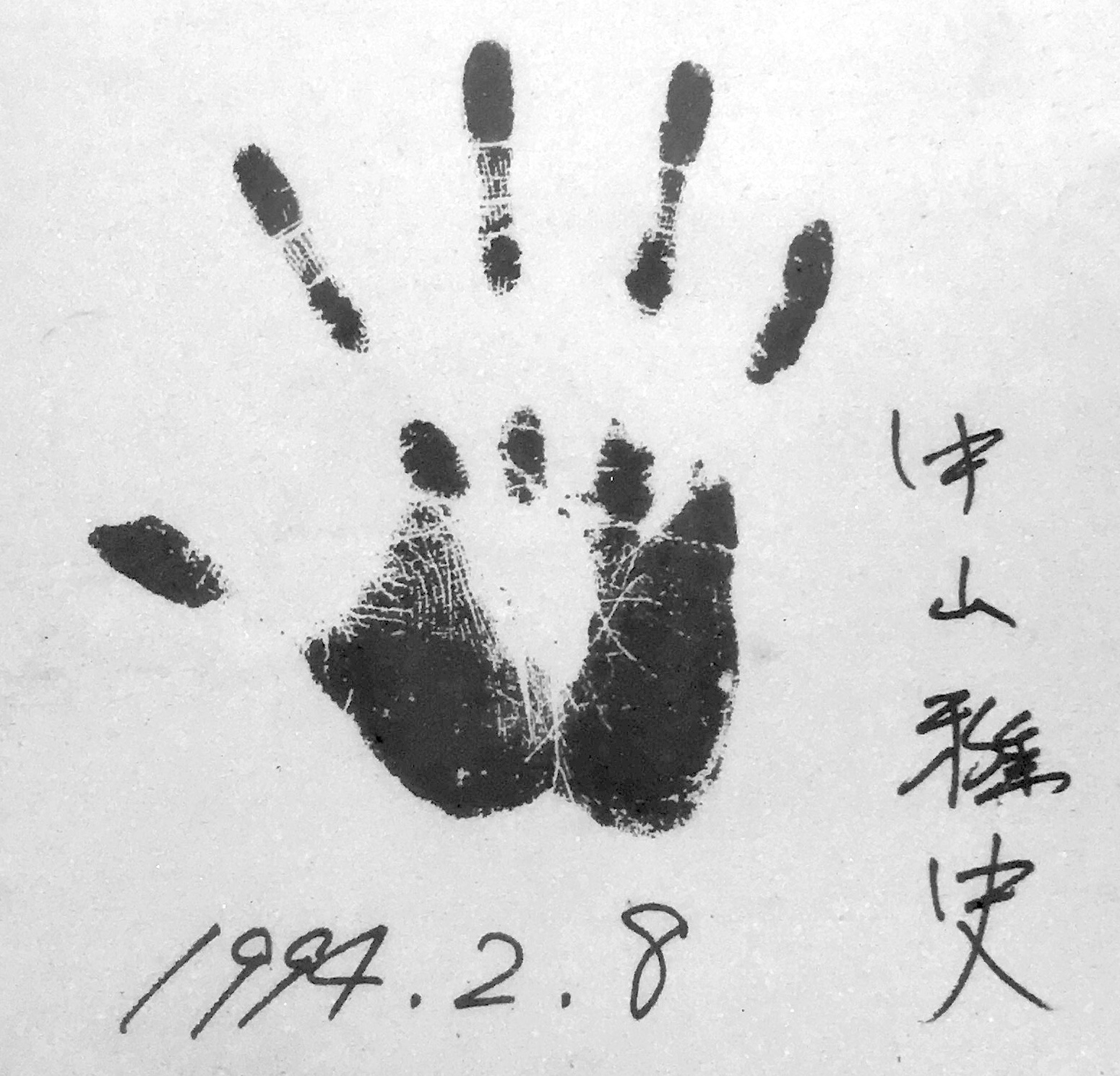
手形と直筆サイン

中山 雅史（なかやま まさし、1967年9月23日 - ）は、静岡県志太郡岡部町（現：藤枝市）出身の元プロサッカー選手、サッカー指導者。現役時代のポジションはフォワード（センターフォワード）。現在はJリーグ・アスルクラロ沼津の監督を務める。
日本プロサッカー選手会名誉会長。愛称の「ゴン」「ゴン中山」は元サッカー選手の鋤柄昌宏がつけた。これは大学時代、当時の先輩に「オレたちひょうきん族に登場したビートたけし扮する鬼瓦権造に顔が似ている」と言われたことから。ほかに、中山隊長、隊長の愛称がある。1996年から1998年までジュビロ磐田でキャプテンを務めた。
日本代表として1998 FIFAワールドカップ、2002 FIFAワールドカップにも出場。1998年のFIFAワールドカップ本大会で日本代表のW杯初ゴールを決めている。Jリーグ（J1）最優秀選手賞（1回）、得点王（2回）、ベストイレブン（4回）を受賞した経験を持ち、Jリーグシーズン最多得点、J1での最年長記録、W杯本大会日本代表初ゴールなどの個人記録なども持つ。さらに国際試合における最短ハットトリックのギネス世界記録保持者でもある。なお、2016年3月に佐藤寿人に抜かれるまで通算J1最多得点（157得点）記録保持者であり、同年11月にステファン・ルチヤニッチに抜かれるまでハットトリック連続世界記録保持者（4試合連続）であった。
妻は女優・タレントの生田智子で、2004年に誕生した長女がいる。実父の中山儀助は元岡部町町議会議員。

## 経歴

### 学生時代
静岡県立藤枝東高等学校ではエースストライカーとして活躍した。高校2年次の1984年は全国高校サッカー選手権静岡県予選を勝ち進み、当時台頭していた東海大学第一高等学校と決勝戦で対戦。絶対的劣勢が予想される中、カウンターから中山のゴールで先制すると3-1で勝利し、第63回全国高校サッカー選手権大会の切符を手にした。本大会では準決勝まで駒を進めたが、長崎県立島原商業高等学校との対戦でPKの末に敗れた。しかし4試合で1失点もせず、中山も4試合で2ゴールを挙げ、得点源として活躍した。
1986年、筑波大学体育専門学群に入学し蹴球部に入部。井原正巳とは同期でセンターバックでコンビを組んでいた。二人はユース代表でもセンターバックを務めた。当初は静岡県選抜でも経験のあったディフェンダーを務めたが、後に先輩である長谷川健太らの助言で本来のセンターフォワードに戻った。

### ヤマハ、1994年ジュビロ磐田とJリーグへ
1990年、ヤマハ発動機に入社し、サッカー部（後のジュビロ磐田）に入部。当時のヤマハは完全プロ化への移行は成されていなかったため、サラリーマン生活も経験した。同年の第1回ダイナスティカップ北朝鮮戦で日本代表デビュー。翌年、ヤマハ発動機サッカー部がJリーグ開幕10チームから落選することが決定すると、Jリーグ参戦が決まった新規クラブの清水エスパルスからオファーを受けるが固辞しヤマハに残留した。
1993年秋の1994 FIFAワールドカップ・アジア予選での熱いプレーや活躍、また陽気なキャラクター（ニッポン放送のサッカー番組で彼のレポートコーナーが常設されていた）が話題となり、一躍全国区の人気者となる。またこの年、ジュビロ磐田はJFL1部で2位となり、1年遅れながら悲願だったJリーグ昇格を果たした。
1994年、ジュビロ磐田のJ1昇格により中山はJリーグデビューを果たし、3月19日の第3節ヴェルディ川崎戦でJリーグ初ゴールを決めるなど 開幕当初は試合に出場したが、前年までの代表及びクラブでのフル稼働が原因で、恥骨結合炎及びスポーツヘルニア が悪化し、4月末に戦線から離脱。当時の日本のスポーツ医学の立ち遅れで、同様の故障で引退に追い込まれる選手もいたが、同様の症状に苦しんだ経験のある菊原志郎や福田正博に助言を受け、専門医のいるドイツで手術を受ける。以後リハビリが続き、8か月もの間ピッチを離れシーズンを棒に振った。
1995年に怪我から復帰し、開幕から好調なスタートを切った。前年にジュビロへ入団した元イタリア代表サルヴァトーレ・スキラッチとのコンビは、当時Jリーグ最強の2トップと言われた。
1997年は、ドゥンガや山本昌邦らとのトレーニングにより、「オフ・ザ・ボールの動きの質」に開眼。第2ステージ、9月20日のヴェルディ川崎戦では自身Jリーグにおいては自身初となるハットトリックも記録するなど、結果を出してステージ優勝に貢献。鹿島アントラーズとのチャンピオンシップでも3ゴールを挙げてMVPとなる活躍を見せ、磐田のリーグ初制覇に貢献した。

### ワールドカップ出場、磐田の黄金期を築く
1998年のリーグ戦では4月15日の対セレッソ大阪戦（長居陸上競技場）での5得点 を皮切りに、4月18日の対サンフレッチェ広島戦（ジュビロ磐田スタジアム）で4得点、4月25日の対アビスパ福岡戦（熊本市水前寺競技場）で4得点、4月29日の対コンサドーレ札幌戦（ジュビロ磐田スタジアム）で3得点と4試合連続のハットトリックを記録し、ギネスブックに掲載された。この荒稼ぎで第1ステージ制覇に貢献。ワールドカップでの骨折のためナビスコカップの優勝はピッチで味わえなかったものの、後半戦も1試合1点のペースで得点しつづけ、シーズン合計では27試合出場で36得点を記録した。これは2024年現在もリーグ戦における最多得点記録となっている。この年は得点王、MVP獲得など個人タイトルを総なめにした。しかしチャンピオンシップでは前年の雪辱を期する鹿島に敗れ、リーグ優勝を逃す。
1999年にJリーグ選手協会副会長に就任。コパ・アメリカに招待された日本代表にも招集されるが、アルゼンチン合宿中に右眼窩底骨折で帰国し、手術。失明寸前の重傷で復帰まで1年近くはかかる、という医師の制止を振り切って2ヵ月で復帰した。それ以外にも手の骨折など怪我に苦しみ満身創痍ながらも、清水エスパルスとのチャンピオンシップでは2ゴールを挙げ制覇に貢献。なお第1戦のPKによるVゴールは、彼のプロ生活初のVゴールであった。
2000年前期は故障もあって思うような活躍ができず、代表からも外され不本意な時期が続く。しかし、夏以降は本来の実力を発揮しJ通算100ゴールを達成、11月23日のサンフレッチェ広島戦で自身通算7回目となるハットトリックを記録するなど、シーズン通算でも20得点を記録しJリーグ史上初の2回目の得点王を獲得する。なお、2月16日に行われたアジアカップ予選の対ブルネイ戦において、試合開始3分15秒でハットトリックを記録し、国際試合における最短ハットトリックとしてギネスブックに掲載された。
2001年に井原正巳に代わりJリーグ選手協会会長に就任。前年からの好調を続け代表にも復帰。クラブは第1ステージを圧勝し、第2ステージも2位と年間を通して強さを発揮するが、チャンピオンシップで鹿島に敗れ年間優勝を逃す。更にナビスコカップ決勝でも横浜F・マリノスにPK戦の末に敗れるなど、無冠に終わる。
2002年、W杯からのリーグ再開後にはゴールを量産し、得点王となったチームメイトの高原直泰に次ぎ、日本人としては2位となる16ゴールを上げ、磐田の両ステージ制覇によるリーグ完全優勝に貢献、ベストイレブンにも選出された。
2003年5月に10年前の恥骨結合炎が再発し、戦線離脱。半年のリハビリの末、終盤戦に復帰。復帰初戦となった東京ヴェルディ1969戦では、試合中にもかかわらず中山がユニホーム姿になると場内が騒然とした。相手DF米山篤志は「あれは異様な雰囲気だった」とコメントするほどだった。試合後、監督の柳下正明は「当初はこの試合では（中山を）起用しないつもりだった」としたうえで「エリア内では仕事をするのでそこに賭けた」とコメント。事実、投入直後のコーナーキックで磐田は同点に追いつき、その勢いのまま逆転勝利を収めている。しかしながら、最終節の横浜F・マリノス戦に敗れたことによりリーグ戦の優勝は逃す。しかし天皇杯ではスーパーサブとして、ヤマハ発動機時代以来の優勝に貢献した。
2005年5月1日の柏レイソル戦（柏の葉公園総合競技場）での前半2分、自らが倒されて得たPKを決め、Jリーグ史上初の個人150ゴールを達成する。9月24日の柏戦（ヤマハスタジアム）では、Jリーグ15人目（フォワードとしては史上初）の300試合出場を達成。久々にほぼフルシーズン稼動した。
2006年9月17日の川崎フロンターレ戦（等々力陸上競技場）の後半32分に得点を挙げ、磐田がJリーグに加盟した1994年から、J1リーグ戦における13年連続ゴールを達成した（「公式戦」での連続ゴールならば、既に同年4月25日のナビスコカップ・大宮アルディージャ戦で達成）。この記録は過去に三浦知良、澤登正朗（2005年引退）、藤田俊哉しか成し遂げていない記録である。
2007年には5月3日の清水エスパルス戦（日本平スタジアム）の前半22分にPKを決め、J1リーグ戦史上初となる14年連続ゴールを達成した。このゴール時の年齢は39歳7か月10日で、同年5月12日に当時40歳2か月16日の三浦知良がゴールを決めるまでJリーグの日本国籍選手最年長ゴール記録だった。また5月28日に、2001年から続けてきた選手協会の会長職を藤田俊哉に譲り、名誉会長に就任した。
2008年3月15日のガンバ大阪戦でロスタイムにゴールを挙げ、J1リーグ戦15年連続ゴールを達成。歴代3位となる自身のゴール時年齢記録も伸ばしている（40歳5か月22日）。なおJ1リーグ戦史上最年長ゴール記録はジーコの41歳3か月、2位はその後40歳6か月まで記録を伸ばしている三浦知良である。5月25日にはナビスコカップでの清水エスパルス戦で、後半43分にコーナーキックをヘディングで決め、40歳7か月13日の最年長ゴール記録を保持していたジーコを抜き、ナビスコカップ最年長ゴール記録を塗り替える 快挙を達成したが、試合には敗れたため、本人から喜びの言葉はなかった。また、この得点が中山が公式戦で挙げた最後の得点となった。
2009年シーズンは出場機会が激減。自身が同年42歳の高齢となったこともあり、11月9日にジュビロ磐田から戦力外通告を受け、同時にスタッフとしての残留要請を受けた。しかし現役続行に強い意欲を示す中山はこれを固辞し、新天地を探すことを選択した。また、この年は中山と同じく磐田がJリーグに加盟した1994年から在籍し、この年の時点で中山と共に2002年の完全優勝を知る選手であった鈴木秀人も戦力外通告を受けた。同年のヤマハスタジアムでの公式戦最終戦となった11月28日の広島戦の後半途中から出場し、当時ラモス瑠偉が保持していたJ1最年長出場記録（41歳9か月5日）を更新（42歳2か月5日）。試合後には中山が挨拶を行ない、サポーターへの感謝と現役続行への意欲を表明した。最終節のヴィッセル神戸戦（ホームズスタジアム神戸）での出場機会は回ってこなかったが、試合後両チームのサポーターの声援に応え、1万5000人の拍手を浴びながら磐田での最後の試合を終えた。

### 2010年、コンサドーレ札幌で再起
退団発表後、ロアッソ熊本、横浜FC、コンサドーレ札幌（以上J2）、FC町田ゼルビア、V・ファーレン長崎（以上JFL）、藤枝MYFC（東海リーグ）の6クラブが興味を示し、獲得の意思を表明。年俸提示は最も低かったが、「グラウンドに立つための体のケアを一番に考え」、施設や医療体制が充実している札幌への移籍を決断した。12月24日に開かれた移籍会見では、「現役生活が一番幸せ。辞めたり、諦めたりするのはいつでも出来る。無様な姿を晒すかもしれないが、それが僕のサッカー人生」と、あくまでも現役にこだわり続ける姿勢を表明した。
2010年シーズンは途中出場で主に出場するも、得点には至らなかった。また、11月に膝の手術を行った。
2011年は前年の手術した膝の影響もあり、試合にはまともに出られず、9月には両膝関節炎を発症し、この年は公式戦無出場に終わった。しかし、来季も現役続行の意志を示し、また所属する札幌のJ1昇格が決まり、中山自身にとっては3シーズン振りのJ1となることが決定した。
オフには、東日本大震災の慈善試合で仙台で行われた「日本サッカー選手会　クリスマス・チャリティーサッカー2011」に出場し、会場を盛り上げた。また、この際に複数の選手たちと共に被災地へも訪問している。
2012年、「東日本大震災復興支援Ｊスペシャルマッチ」のファン投票で13万票を獲得し、Jリーグ選抜に選出された。
11月24日の横浜F・マリノス戦で、後半から途中出場を果たし、45歳2ヵ月1日でのJ1出場で、自身が持つ最年長J1出場記録を更新した。またこの記録は、2020年9月23日に三浦知良に更新されるまで『J1最年長出場記録』だった。
シーズン終了後、現役続投か引退かの結論を保留していたが、12月に今季限りでの現役引退の決意を固め、4日に現役引退を発表した。記者会見では、引退の原因は両膝が思うように動かなくなったことと話し、まだ未練タラタラであり、元気になったらカムバックするつもりとも述べ、またサッカーを愛するがゆえにそういう怪我も負ってしまったが、サッカーを愛したことに後悔はしていないとも語った。引退会見ではあったが、中山は「第一線を退く」という言葉を使い、「引退」という言葉を使っていない。また自身の引退試合の開催についても現時点で否定する発言もしている。
中山の引退に対して、自身のブログにて妻である生田智子、代表など多くの場面で共にした三浦知良を始めとする、日本代表やジュビロ磐田、コンサドーレ札幌で共にプレーした経験のある選手や元選手、また個人的に中山を尊敬している選手、現日本サッカー協会会長の大仁邦弥など数多くの選手やサッカー関係者がコメントを寄せている。
日本国内だけでなくフランス紙の「レキップ」やFIFAの公式HP、中国メディアの中国新聞社などが中山の引退について取り上げた。

## 引退後
引退後は、マネジメント会社ARSと契約し、バラエティ番組やスポーツ番組、ニュース番組などにゲスト出演したり、「第91回全国高校サッカー選手権大会 決勝」のゲスト解説や「第21回全日本高校女子サッカー選手権大会」のイメージキャラクターも担当している。2013年4月からはテレビのレギュラー番組や初のパーソナリティを担当するラジオ番組などに出演している。サッカー解説は主にテレビ朝日、スカパーでの試合中継時に行っている。
2013年10月に発売した『プロサッカークラブをつくろう!』のCMに出演し、同作のパッケージも担当しており、ゲーム内にも自身が登場している。
複数の企業による共同の東日本大震災被災地支援プロジェクトで、福島県相馬市に屋内型の遊び場を建設する企画の『みんなの遊び場プロジェクト』などにも参加している。
同年10月15日、2013年度のJリーグアウォーズにて、功労選手賞として表彰される事が決まり、12月10日、Jリーグアウォーズにて、功労選手賞が授与された。

### アスルクラロ沼津で現役復帰
2015年9月5日、磐田時代にコーチや2004年から2006年に監督として指揮を執った山本昌邦が理事長を務めるJFL・アスルクラロ沼津の練習に参加し、9月14日には現役復帰することが発表された。10月11日には、古巣のジュビロ磐田との練習試合で実戦に復帰した。中山の影響で沼津の試合で観客が増えたり、ベンチ入りしない試合でも試合会場に駆けつけチームメイトを鼓舞するなどしていたが、2015年シーズンは試合には出場しなかった。その間もサッカー解説者の活動も並行で継続した。
J1通算157ゴール（最後の得点は2008年3月15日のG大阪戦）記録を約7年間並ばれることはなかったが、2015年11月22日にサンフレッチェ広島の佐藤寿人が通算157ゴール目を決め中山に並んだ。また、中山はスタンドで観戦しており「現時点で追いつかれただけですからね。ここから引き離していけるように頑張れればいい。素晴らしいゴールを間近で見させて頂き、勉強になりました。ああいうゴールを決めたいなと情熱をたぎらせてくれる」と中山節でコメントした。
2016年シーズンも公式戦の出場は無かったが、チームはJFL年間3位となり悲願のJリーグ入りが決定した。

## 指導者時代

### アスルクラロ沼津の選手兼任育成チームコーチ時代
それ以後も選手登録は継続しているものの試合の出場機会には恵まれず、2019年シーズンからは選手兼任で沼津のU-18コーチを務めることとなった。中山は既にJFA 公認S級コーチの資格を取得するためのカリキュラムを終えていたが、取得のために必要な指導実績が足りないことからユースチームの指導を行うこととなった。
2020年3月14日に日本サッカー協会が2020年度の第3回理事会を行い、そこで中山へのS級コーチライセンスを付与することが決定した。現役Jリーガーの取得は初めてとなった。

### ジュビロ磐田
2021年1月13日、沼津を退団してジュビロ磐田のコーチに就任する事が発表された。同日に放送された『報道ステーション』では、中山の特集が組まれテロップには「現役引退」 と表示されたが、本人の口からは発せられず、「（引退の）2文字に抗いたい」とコメント し、就任に際してのコメントでも「選手としてのトレーニングはひとまず休む」と強調している が、テレビ朝日関東ローカルの「Get Sports」2020年3月8日（7日深夜付け）生放送のインタビューでは「選手卒業なんですかね。留年かな。休学かな。休学してますけど。そりゃプレイヤーの方がいいでしょ。そりゃ選手が一番ですよ」 と、現役復帰を示唆するようなコメントも残している。
また、YouTubeに「ゴン中山チャンネル」を開設した。
2022年11月13日、 契約満了によるコーチ退任が発表された。

### アスルクラロ沼津
2022年11月13日、古巣のアスルクラロ沼津の監督就任が発表された。
2023年シーズンは、J2昇格も狙える3位まで順位を上げた時期もあったが、最終的には15勝6分17負で13位となり監督1年目でのJ2昇格は叶わなかった。

## 日本代表経歴
1990年、横山謙三監督に選出されダイナスティカップの北朝鮮戦でAマッチデビューを果たした。以降は代表を遠ざかっていたが、1992年にハンス・オフトが代表監督になると代表に復帰、主に試合終盤に投入されるスーパーサブとして活躍、第2回ダイナスティカップ決勝の韓国戦では代表初ゴールとなる同点ゴールを挙げるなど、優勝に貢献、アジアカップでは準決勝の中国戦で決勝ゴールを決めるなど、優勝に貢献した。1993年はクラブがジャパンフットボールリーグ（JFL）在籍にもかかわらず、1994 FIFAワールドカップ・アジア予選のメンバーにヤマハのチームメイトであった吉田光範と共に選ばれた。最終予選では1-2で敗戦した第2戦のイラン戦で途中出場から1ゴールを決めると、累積警告で出場出来なかった高木琢也に変わって先発の第3戦北朝鮮戦でもゴールを決め勝利に貢献 すると、高木が出場停止から復帰後も先発に定着。最終戦のイラク戦でも勝ち越しゴールを決めたが、ロスタイムに同点ゴールを決められ引き分け、ワールドカップ行きの切符を逃した。
1995年のキリンカップで復帰したが、6月のアンブロ・カップ英国遠征にて故障し、翌シーズンの不調もあり一時期代表から遠ざかる。
1998 FIFAワールドカップ・アジア予選のグループリーグ最終戦のカザフスタン戦で約2年半振りに代表へ復帰しゴールを決めると、イランとのアジア第3代表決定戦でもスタメン起用の期待に応え先制点を決め、日本のワールドカップ初出場（「ジョホールバルの歓喜」）の重要な役割を果たした。
翌年、1998 FIFAワールドカップにも選出されると、全敗でグループリーグ敗退したものの、3試合すべてで先発し、最終節のジャマイカ戦では、日本代表のワールドカップ初ゴールにして今大会唯一のゴールを決める。その直後の相手選手との接触で脚を骨折しながらも試合終了までプレーし続けたことで、その闘志が称賛された。
代表監督がトルシエに変わると、定期的に招集は受けるものの、若手の台頭などもあり、当落線上を前後していた。2000年のアジアカップ予選のブルネイ戦では三浦知良とツートップを組み、ハットトリックを決めた。2002年には、世間からは「中山待望論」はあったものの、リーグ開幕からワールドカップによる中断までわずか1得点と不調で、直前の海外遠征のメンバーから外された事や、トルシエが落選をほのめかしたことから、本大会代表には選ばれないとの推測や報道が多数を占めた。しかしベテラン抜きで挑んだ直前遠征で結果が出せなかった事もあり、代表に足りない「精神的支柱」としての意味も含め秋田豊とともに2002 FIFAワールドカップ日本代表に選出された。日本のワールドカップ初勝利となったロシア戦で後半途中からピッチに立ち、「ドーハの悲劇」、1998年W杯、2002年W杯を日本代表として経験した唯一の選手となった。
2002年10月、ジーコ監督就任以降も代表に選出され4試合でプレー、2003年のキリンカップ、アルゼンチン戦で先発出場。この試合が代表最後の試合となった。
2004年、ジーコは既にアジア1次予選の突破を決めていたことから、最終戦のシンガポール戦へ三浦知良と共に招集したい意向を示していたが、日本サッカー協会が難色を示したことから招集が見送られ、代わりに新潟県中越地震復興支援チャリティーマッチ、ジーコ・ジャパン・ドリームチームのメンバーとしてプレーした。

## 背番号

### ジュビロ磐田
9　(1997-2009年)
前身のヤマハ発動機サッカー部に加入直後から背番号9を付けて以来、Jリーグでも固定背番号制ではなかった1994年から1996年にかけてもほとんどの試合で9をつけている。Jリーグの公式戦での例外は以下の2試合のみ。
- 1995年3月18日 対市原（現・千葉）戦（市原臨海競技場）

このシーズンの開幕戦で、スキラッチが9番、中山は11番で登場。しかし次のホーム・ジュビロ磐田スタジアムでの開幕試合（3月22日G大阪戦）から2人は背番号を入れ替える。
- 1996年5月1日 対横浜F戦（ジュビロ磐田スタジアム）

直前の静岡ダービーで怪我を負い、ベンチスタートしたため背番号はサブ用の15。

### コンサドーレ札幌
9　(2010年 - 2012年)

### アスルクラロ沼津
39　(2015年 - 2020年)

### 日本代表
16　(1992-1993年)
オフト監督時代の背番号。中山の名を一躍有名にした1994年アメリカW杯予選の際もこの背番号を背負っていた。
14　(1995年)
加茂監督時代の背番号。1995年のイングランド遠征時もこの背番号だった。
32　(1997年)
1998 FIFAワールドカップ地区予選の土壇場で2年ぶりに代表復帰した際の背番号。この背番号で、ジョホールバルの歓喜として記憶されるイラン戦で先制点を挙げている。アジア予選では、1次予選から通しての固定登録制の規定により、31番まではすでに他の選手で登録されていた ため、このような大きな番号になった。
9　(1998-2000年、2002-2003年)
磐田ではおなじみの背番号。日本人初のワールドカップにおける得点などは、この背番号を背負って挙げている。2002年にジーコが監督に就任してからは再び9番でプレーした。
11　(2001年)
9番を西澤らに譲り、僚友カズの背番号だったこの背番号を背負った。
10　(2002年)
2002 FIFAワールドカップ時の背番号。それまで代表で10番を付けていた名波浩と中村俊輔の両名が落選したこと、既に9番は西澤、11番は鈴木に定着していたことで、中山が10番を背負うことになった。本人にとっては藤枝東高校以来の背番号10で、日本のW杯初勝利となったロシア戦のピッチに立った。中田英寿は「ゴンちゃん似合わねー」とコメントした。

## 所属クラブ
アマ経歴
- 岡部町立岡部小学校(現藤枝市立岡部小学校)
- 1980年 - 1982年 岡部町立岡部中学校(現藤枝市立岡部中学校)
- 1983年 - 1985年 静岡県立藤枝東高等学校
- 1986年 - 1989年 筑波大学

プロ経歴
- 1990年 - 2009年  ヤマハ発動機/ジュビロ磐田
- 2010年 - 2012年  コンサドーレ札幌
- 2015年9月 - 2020年  アスルクラロ沼津

## 個人成績
| 国内大会個人成績 | 国内大会個人成績 | 国内大会個人成績 | 国内大会個人成績 | 国内大会個人成績 | 国内大会個人成績 | 国内大会個人成績 | 国内大会個人成績   | 国内大会個人成績 | 国内大会個人成績 | 国内大会個人成績 | 国内大会個人成績 |
| 年度             | クラブ           | 背番号           | リーグ           | リーグ戦         | リーグ戦         | リーグ杯         | リーグ杯           | オープン杯       | オープン杯       | 期間通算         | 期間通算         |
| 年度             | クラブ           | 背番号           | リーグ           | 出場             | 得点             | 出場             | 得点               | 出場             | 得点             | 出場             | 得点             |
| 日本             | 日本             | 日本             | 日本             | リーグ戦         | リーグ戦         | JSL杯/ナビスコ杯 | JSL杯/ナビスコ杯   | 天皇杯           | 天皇杯           | 期間通算         | 期間通算         |
| ---------------- | ---------------- | ---------------- | ---------------- | ---------------- | ---------------- | ---------------- | ------------------ | ---------------- | ---------------- | ---------------- | ---------------- |
| 1990-91          | ヤマハ           | 9                | JSL1部           | 13               | 4                | 2                | 1                  |                  |                  |                  |                  |
| 1991-92          | ヤマハ           | 9                | JSL1部           | 18               | 15               | 1                | 0                  |                  |                  |                  |                  |
| 1992             | ヤマハ           | 9                | 旧JFL1部         | 16               | 13               | -                | -                  | 2                | 2                | 18               | 15               |
| 1993             | ヤマハ           | 9                | 旧JFL1部         | 18               | 18               | 0                | 0                  | 1                | 0                | 19               | 18               |
| 1994             | 磐田             | -                | J                | 12               | 3                | 0                | 0                  | 0                | 0                | 12               | 3                |
| 1995             | 磐田             | -                | J                | 45               | 18               | -                | -                  | 0                | 0                | 45               | 18               |
| 1996             | 磐田             | -                | J                | 27               | 9                | 13               | 7                  | 0                | 0                | 40               | 16               |
| 1997             | 磐田             | 9                | J                | 27               | 18               | 11               | 6                  | 4                | 2                | 42               | 26               |
| 1998             | 磐田             | 9                | J                | 27               | 36               | 0                | 0                  | 3                | 4                | 30               | 40               |
| 1999             | 磐田             | 9                | J1               | 23               | 6                | 1                | 1                  | 1                | 2                | 25               | 9                |
| 2000             | 磐田             | 9                | J1               | 29               | 20               | 4                | 1                  | 3                | 2                | 36               | 23               |
| 2001             | 磐田             | 9                | J1               | 30               | 16               | 8                | 4                  | 1                | 0                | 39               | 20               |
| 2002             | 磐田             | 9                | J1               | 29               | 16               | 7                | 3                  | 3                | 2                | 39               | 21               |
| 2003             | 磐田             | 9                | J1               | 12               | 3                | 2                | 1                  | 5                | 0                | 19               | 4                |
| 2004             | 磐田             | 9                | J1               | 19               | 3                | 5                | 0                  | 4                | 1                | 28               | 4                |
| 2005             | 磐田             | 9                | J1               | 29               | 6                | 2                | 0                  | 2                | 0                | 33               | 6                |
| 2006             | 磐田             | 9                | J1               | 13               | 1                | 3                | 1                  | 1                | 0                | 17               | 2                |
| 2007             | 磐田             | 9                | J1               | 15               | 1                | 5                | 1                  | 2                | 0                | 22               | 2                |
| 2008             | 磐田             | 9                | J1               | 16               | 1                | 3                | 1                  | 2                | 1                | 21               | 3                |
| 2009             | 磐田             | 9                | J1               | 1                | 0                | 1                | 0                  | 1                | 0                | 3                | 0                |
| 2010             | 札幌             | 9                | J2               | 12               | 0                | -                | -                  | 1                | 0                | 13               | 0                |
| 2011             | 札幌             | 9                | J2               | 0                | 0                | -                | -                  | 0                | 0                | 0                | 0                |
| 2012             | 札幌             | 9                | J1               | 1                | 0                | 0                | 0                  | 0                | 0                | 1                | 0                |
| 2015             | 沼津             | 39               | JFL              | 0                | 0                | -                | -                  | -                | -                | 0                | 0                |
| 2016             | 沼津             | 39               | JFL              | 0                | 0                | -                | -                  | -                | -                | 0                | 0                |
| 2017             | 沼津             | 39               | J3               | 0                | 0                | -                | -                  | 0                | 0                | 0                | 0                |
| 2018             | 沼津             | 39               | J3               | 0                | 0                | -                | -                  | -                | -                | 0                | 0                |
| 2019             | 沼津             | 39               | J3               | 0                | 0                | -                | -                  | -                | -                | 0                | 0                |
| 2020             | 沼津             | 39               | J3               | 0                | 0                | -                | -                  | -                | -                | 0                | 0                |
| 通算             | 日本             | 日本             | J1               | 355              | 157              | 65               | 26                 | 32               | 14               | 452              | 197              |
| 通算             | 日本             | 日本             | J2               | 12               | 0                | -                | -                  | 1                | 0                | 13               | 0                |
| 通算             | 日本             | 日本             | J3               | 0                | 0                | -                | -                  | 0                | 0                | 0                | 0                |
| 通算             | 日本             | 日本             | JSL1部           | 31               | 19               | 3                | 1\|\|\|\|\|\|\|\|  |                  |                  |                  |                  |
| 通算             | 日本             | 日本             | 旧JFL1部         | 34               | 31               | 0                | 0                  | 3                | 2                | 37               | 33               |
| 通算             | 日本             | 日本             | JFL              | 0                | 0                | -                | -                  | 0                | 0                | 0                | 0                |
| 総通算           | 総通算           | 総通算           | 総通算           | 432              | 207              | 68               | 27\|\|\|\|\|\|\|\| |                  |                  |                  |                  |

その他の公式戦
- 1990年
  - コニカカップ 8試合6得点
- 1991年
  - コニカカップ 6試合2得点
- 1992年
  - ゼロックス・チャンピオンズ・カップ 1試合0得点
- 1997年
  - Jリーグチャンピオンシップ 2試合3得点
- 1998年
  - XEROX SUPER CUP 1試合0得点
  - Jリーグチャンピオンシップ 2試合1得点
- 1999年
  - Jリーグチャンピオンシップ 2試合2得点
- 2000年
  - XEROX SUPER CUP 1試合0得点
- 2001年
  - Jリーグチャンピオンシップ 2試合1得点
- 2003年
  - XEROX SUPER CUP1試合0得点
- 2004年
  - XEROX SUPER CUP 1試合0得点

| 国際大会個人成績 | 国際大会個人成績 | 国際大会個人成績 | 国際大会個人成績 | 国際大会個人成績 |
| 年度             | クラブ           | 背番号           | 出場             | 得点             |
| AFC              | AFC              | AFC              | ACL              | ACL              |
| ---------------- | ---------------- | ---------------- | ---------------- | ---------------- |
| 2004             | 磐田             | 9                | 4                | 1                |
| 2005             | 磐田             | 9                | 1                | 0                |
| 通算             | AFC              | AFC              | 5                | 1                |

その他の国際公式戦
- 2003年
  - A3チャンピオンズカップ 2試合0得点
- 1994年3月12日 - Jリーグデビュー - 鹿島アントラーズ戦 (カシマスタジアム)
- 1994年3月19日 - Jリーグ初ゴール - ヴェルディ川崎戦 (国立競技場)
- 1990年7月31日 - A代表初出場 （ダイナスティカップ） - 北朝鮮代表戦 (北京／中国)
- 1992年8月29日 - A代表初ゴール （ダイナスティカップ） - 韓国代表戦 (北京・工人体育場／中国)

その他
- Jリーグオールスター選出 : 8回 (1995, 2000, 2001, 2002, 2004, 2005, 2006, 2007)

## 指導歴
- 2019年 - 2020年 アスルクラロ沼津U-18 コーチ
- 2021年 - 2022年 ジュビロ磐田 コーチ
- 2023年 - アスルクラロ沼津 監督

## 監督成績
| 年度 | 所属 | クラブ | リーグ戦 | リーグ戦 | リーグ戦 | リーグ戦 | リーグ戦 | リーグ戦 | カップ戦       | カップ戦  |
| 年度 | 所属 | クラブ | 順位     | 勝点     | 試合     | 勝       | 分       | 敗       | ルヴァンカップ | 天皇杯    |
| ---- | ---- | ------ | -------- | -------- | -------- | -------- | -------- | -------- | -------------- | --------- |
| 2023 | J3   | 沼津   | 13位     | 51       | 38       | 15       | 6        | 17       | -              | 1回戦敗退 |
| 2024 | J3   | 沼津   | 10位     | 52       | 38       | 15       | 7        | 16       | 2回戦敗退      | 1回戦敗退 |
| 2025 | J3   | 沼津   | 位       |          |          |          |          |          |                |           |

## タイトル

### クラブ
ジュビロ磐田
- Jリーグ ディビジョン1：1997年、1999年、2002年
- 天皇杯全日本サッカー選手権大会：2003年
- ヤマザキナビスコカップ：1998年
- FUJI XEROX SUPER CUP：2000年、2003年、2004年
- アジアクラブ選手権：1998-99年
- アジアスーパーカップ：1999年

アスルクラロ沼津
- スルガカップ争奪静岡県サッカー選手権大会（兼天皇杯静岡県予選）：2017年

### 代表
日本代表
- ダイナスティカップ：1992年、1998年
- AFCアジアカップ：1992年

### 個人
- 1992年 - 第1回コニカカップ得点王
- 1992年 - ジャパンフットボールリーグ得点王
- 1997年 - Jリーグベストイレブン
- 1998年 - JリーグMVP・Jリーグ得点王・Jリーグベストイレブン
- 1999年 - AFC年間ベストイレブン
- 2000年 - Jリーグ得点王・Jリーグベストイレブン
- 2002年 - Jリーグベストイレブン
- 2013年 - Jクロニクルベスト ベストイレブン・Jリーグ功労選手賞

## 代表歴

### 出場大会など
- 日本代表
  - AFCアジアカップ1988（大学選抜のB代表として参加）
  - ダイナスティカップ1990（7月31日の北朝鮮戦でA代表デビュー[49]）
  - ダイナスティカップ1992
  - AFCアジアカップ1992
  - ダイナスティカップ1998
  - 1998 FIFAワールドカップ
  - FIFAコンフェデレーションズカップ2001
  - 2002 FIFAワールドカップ
  - FIFAコンフェデレーションズカップ2003（左大腿屈筋肉離れのため辞退）

### 試合数
- 国際Aマッチ 53試合 21得点 (1990年 - 2003年)

| 日本代表 | 国際Aマッチ | 国際Aマッチ |
| 年       | 出場        | 得点        |
| -------- | ----------- | ----------- |
| 1990     | 1           | 0           |
| 1991     | 0           | 0           |
| 1992     | 6           | 3           |
| 1993     | 8           | 4           |
| 1994     | 0           | 0           |
| 1995     | 4           | 1           |
| 1996     | 0           | 0           |
| 1997     | 2           | 2           |
| 1998     | 10          | 4           |
| 1999     | 1           | 0           |
| 2000     | 7           | 6           |
| 2001     | 8           | 1           |
| 2002     | 3           | 0           |
| 2003     | 3           | 0           |
| 通算     | 53          | 21          |

### 出場
| #   | 開催日         | 開催地         | スタジアム                         | 対戦国         | 勝敗        | 監督                 | 試合概要                   |
| --- | -------------- | -------------- | ---------------------------------- | -------------- | ----------- | -------------------- | -------------------------- |
| 1.  | 1990年07月31日 | 北京           |                                    | 北朝鮮         | ●0-1        | 横山謙三             | ダイナスティカップ         |
| 2.  | 1992年05月31日 | 東京都         | 国立霞ヶ丘競技場陸上競技場         | アルゼンチン   | ●0-1        | ハンス・オフト       | キリンカップ               |
| 3.  | 1992年08月26日 | 北京           |                                    | 北朝鮮         | ○4-1        | ハンス・オフト       | ダイナスティカップ         |
| 4.  | 1992年08月29日 | 北京           |                                    | 韓国           | △2-2(PK4-2) | ハンス・オフト       | ダイナスティカップ         |
| 5.  | 1992年11月01日 | 広島県         | 広島広域公園陸上競技場             | 北朝鮮         | △1-1        | ハンス・オフト       | アジアカップ               |
| 6.  | 1992年11月03日 | 広島県         | 広島広域公園陸上競技場             | イラン         | ○1-0        | ハンス・オフト       | アジアカップ               |
| 7.  | 1992年11月06日 | 広島県         | 広島県総合グランドメインスタジアム | 中華人民共和国 | ○3-2        | ハンス・オフト       | アジアカップ               |
| 8.  | 1993年03月07日 | 福岡県         | 東平尾公園博多の森陸上競技場       | ハンガリー     | ●0-1        | ハンス・オフト       | キリンカップ               |
| 9.  | 1993年03月14日 | 東京都         | 国立霞ヶ丘競技場陸上競技場         | アメリカ合衆国 | ○3-1        | ハンス・オフト       | キリンカップ               |
| 10. | 1993年04月15日 | 東京都         | 国立霞ヶ丘競技場陸上競技場         | スリランカ     | ○5-0        | ハンス・オフト       | ワールドカップ予選         |
| 11. | 1993年05月05日 | ドバイ         |                                    | スリランカ     | ○6-0        | ハンス・オフト       | ワールドカップ予選         |
| 12. | 1993年10月18日 | ドーハ         |                                    | イラン         | ●1-2        | ハンス・オフト       | ワールドカップ予選         |
| 13. | 1993年10月21日 | ドーハ         |                                    | 北朝鮮         | ○3-0        | ハンス・オフト       | ワールドカップ予選         |
| 14. | 1993年10月25日 | ドーハ         |                                    | 韓国           | ○1-0        | ハンス・オフト       | ワールドカップ予選         |
| 15. | 1993年10月28日 | ドーハ         |                                    | イラク         | △2-2        | ハンス・オフト       | ワールドカップ予選         |
| 16. | 1995年05月21日 | 広島県         | 広島広域公園陸上競技場             | スコットランド | △0-0        | 加茂周               | キリンカップ               |
| 17. | 1995年05月28日 | 東京都         | 国立霞ヶ丘競技場陸上競技場         | エクアドル     | ○3-0        | 加茂周               | キリンカップ               |
| 18. | 1995年06月03日 | ロンドン       |                                    | イングランド   | ●1-2        | 加茂周               | アンブロカップ             |
| 19. | 1995年06月06日 | リバプール     |                                    | ブラジル       | ●0-3        | 加茂周               | アンブロカップ             |
| 20. | 1997年11月08日 | 東京都         | 国立霞ヶ丘競技場陸上競技場         | カザフスタン   | ○5-1        | 岡田武史             | ワールドカップ予選         |
| 21. | 1997年11月16日 | ジョホールバル |                                    | イラン         | ○3-2(延長V) | 岡田武史             | ワールドカップ予選         |
| 22. | 1998年03月01日 | 神奈川県       | 横浜国際総合競技場                 | 韓国           | ○2-1        | 岡田武史             | ダイナスティカップ         |
| 23. | 1998年03月07日 | 東京都         | 国立霞ヶ丘競技場陸上競技場         | 中華人民共和国 | ●0-2        | 岡田武史             | ダイナスティカップ         |
| 24. | 1998年04月01日 | ソウル         |                                    | 韓国           | ●1-2        | 岡田武史             | ワールドカップ記念試合     |
| 25. | 1998年05月17日 | 東京都         | 国立霞ヶ丘競技場陸上競技場         | パラグアイ     | △1-1        | 岡田武史             | キリンカップ               |
| 26. | 1998年05月24日 | 神奈川県       | 横浜国際総合競技場                 | チェコ         | △0-0        | 岡田武史             | キリンカップ               |
| 27. | 1998年06月03日 | ローザンヌ     |                                    | ユーゴスラビア | ●0-1        | 岡田武史             | 国際親善試合               |
| 28. | 1998年06月14日 | トゥールーズ   |                                    | アルゼンチン   | ●0-1        | 岡田武史             | ワールドカップ             |
| 29. | 1998年06月20日 | ナント         |                                    | クロアチア     | ●0-1        | 岡田武史             | ワールドカップ             |
| 30. | 1998年06月26日 | リヨン         |                                    | ジャマイカ     | ●1-2        | 岡田武史             | ワールドカップ             |
| 31. | 1998年10月28日 | 大阪府         | 長居陸上競技場                     | エジプト       | ○1-0        | フィリップ・トルシエ | キリンチャレンジ           |
| 32. | 1999年03月31日 | 東京都         | 国立霞ヶ丘競技場陸上競技場         | ブラジル       | ●0-2        | フィリップ・トルシエ | キリンビバレッジ           |
| 33. | 2000年02月05日 | 香港           |                                    | メキシコ       | ●0-1        | フィリップ・トルシエ | カールスバーグカップ       |
| 34. | 2000年02月13日 | マカオ         |                                    | シンガポール   | ○3-0        | フィリップ・トルシエ | アジアカップ予選           |
| 35. | 2000年02月16日 | マカオ         |                                    | ブルネイ       | ○9-0        | フィリップ・トルシエ | アジアカップ予選           |
| 36. | 2000年02月20日 | マカオ         |                                    | マカオ         | ○3-0        | フィリップ・トルシエ | アジアカップ予選           |
| 37. | 2000年03月15日 | 愛知県         | 神戸総合運動公園ユニバー記念競技場 | 中華人民共和国 | △0-0        | フィリップ・トルシエ | キリンビバレッジ           |
| 38. | 2000年04月26日 | ソウル         |                                    | 韓国           | ●0-1        | フィリップ・トルシエ | 国際親善試合               |
| 39. | 2000年12月20日 | 東京都         | 国立霞ヶ丘競技場陸上競技場         | 韓国           | △1-1        | フィリップ・トルシエ | キリンビバレッジ           |
| 40. | 2001年05月31日 | 新潟県         | 新潟スタジアム                     | カナダ         | ○3-0        | フィリップ・トルシエ | コンフェデレーションカップ |
| 41. | 2001年06月02日 | 新潟県         | 新潟スタジアム                     | カメルーン     | ○2-0        | フィリップ・トルシエ | コンフェデレーションカップ |
| 42. | 2001年06月04日 | 茨城県         | 茨城県立カシマサッカースタジアム   | ブラジル       | △0-0        | フィリップ・トルシエ | コンフェデレーションカップ |
| 43. | 2001年06月10日 | 神奈川県       | 横浜国際総合競技場                 | フランス       | ●0-1        | フィリップ・トルシエ | コンフェデレーションカップ |
| 44. | 2001年07月01日 | 北海道         | 札幌ドーム                         | パラグアイ     | ○2-0        | フィリップ・トルシエ | キリンカップ               |
| 45. | 2001年07月04日 | 大分県         | 大分スポーツ公園総合競技場         | ユーゴスラビア | ○1-0        | フィリップ・トルシエ | キリンカップ               |
| 46. | 2001年08月15日 | 静岡県         | 静岡県小笠山総合運動公園スタジアム | オーストラリア | ○3-0        | フィリップ・トルシエ | AFC/OFCチャレンジカップ    |
| 47. | 2001年11月07日 | 埼玉県         | 埼玉スタジアム2002                 | イタリア       | △1-1        | フィリップ・トルシエ | キリンチャレンジカップ     |
| 48. | 2002年05月25日 | 東京都         | 国立霞ヶ丘競技場陸上競技場         | スウェーデン   | △1-1        | フィリップ・トルシエ | キリンチャレンジカップ     |
| 49. | 2002年06月09日 | 神奈川県       | 横浜国際総合競技場                 | ロシア         | ○1-0        | フィリップ・トルシエ | ワールドカップ             |
| 50. | 2002年11月20日 | 埼玉県         | 埼玉スタジアム2002                 | アルゼンチン   | ●0-2        | 山本昌邦（代行）     | キリンチャレンジカップ     |
| 51. | 2003年04月16日 | ソウル         |                                    | 韓国           | ○1-0        | ジーコ               | 国際親善試合               |
| 52. | 2003年05月31日 | 東京都         | 国立霞ヶ丘競技場陸上競技場         | 韓国           | ●0-1        | ジーコ               | 国際親善試合               |
| 53. | 2003年06月08日 | 大阪府         | 長居陸上競技場                     | アルゼンチン   | ●1-4        | ジーコ               | キリンカップ               |

### ゴール
| #  | 開催年 | 月日     | 開催地           | 対戦国                 | 勝敗 | 試合概要                                       |
| -- | ------ | -------- | ---------------- | ---------------------- | ---- | ---------------------------------------------- |
| 1  | 1992年 | 8月29日  | 中国             | 韓国                   | △2-2 | ダイナスティカップ1992                         |
| 2  | 1992年 | 11月1日  | 日本, 広島       | 朝鮮民主主義人民共和国 | △1-1 | AFCアジアカップ1992グループリーグ              |
| 3  | 1992年 | 11月6日  | 日本, 広島       | 中国                   | ○3-2 | AFCアジアカップ1992準決勝                      |
| 4  | 1993年 | 5月5日   | アラブ首長国連邦 | スリランカ             | ○6-0 | 1994 FIFAワールドカップ・アジア予選            |
| 5  | 1993年 | 10月18日 | カタール         | イラン                 | ●1-2 | 1994 FIFAワールドカップ・アジア予選            |
| 6  | 1993年 | 10月21日 | カタール         | 朝鮮民主主義人民共和国 | ○3-0 | 1994 FIFAワールドカップ・アジア予選            |
| 7  | 1993年 | 10月28日 | カタール         | イラク                 | △2-2 | 1994 FIFAワールドカップ・アジア予選            |
| 8  | 1995年 | 5月28日  | 日本, 東京       | エクアドル             | ○3-0 | キリンカップサッカー1995                       |
| 9  | 1997年 | 11月8日  | 日本, 東京       | カザフスタン           | ○5-1 | 1998 FIFAワールドカップ・アジア予選 最終予選   |
| 10 | 1997年 | 11月16日 | マレーシア       | イラン                 | ○3-2 | 1998 FIFAワールドカップ・アジア予選 プレーオフ |
| 11 | 1998年 | 3月1日   | 日本, 横浜       | 韓国                   | ○2-1 | ダイナスティカップ1998                         |
| 12 | 1998年 | 4月1日   | 韓国             | 韓国                   | ●1-2 | 親善試合                                       |
| 13 | 1998年 | 6月26日  | フランス         | ジャマイカ             | ●1-2 | 1998 FIFAワールドカップ                        |
| 14 | 1998年 | 10月28日 | 日本, 大阪       | エジプト               | ○1-0 | 親善試合                                       |
| 15 | 2000年 | 2月13日  | マカオ           | シンガポール           | ○3-0 | AFCアジアカップ2000 (予選)                     |
| 16 | 2000年 | 2月16日  | マカオ           | ブルネイ               | ○9-0 | AFCアジアカップ2000 (予選)                     |
| 17 | 2000年 | 2月16日  | マカオ           | ブルネイ               | ○9-0 | AFCアジアカップ2000 (予選)                     |
| 18 | 2000年 | 2月16日  | マカオ           | ブルネイ               | ○9-0 | AFCアジアカップ2000 (予選)                     |
| 19 | 2000年 | 2月20日  | マカオ           | マカオ                 | ○3-0 | AFCアジアカップ2000 (予選)                     |
| 20 | 2000年 | 2月20日  | マカオ           | マカオ                 | ○3-0 | AFCアジアカップ2000 (予選)                     |
| 21 | 2001年 | 8月15日  | 日本, 静岡       | オーストラリア         | ○3-0 | AFC/OFCチャレンジカップ                        |

## 出演

### レギュラー番組
- やじうまテレビ!（テレビ朝日、2013年4月2日 - 2013年9月27日） - 火曜レギュラー
- やべっちFC〜日本サッカー応援宣言〜（テレビ朝日、2013年4月7日 - 2020年9月27日） - コメンテーター、磐田・札幌時代も数回ゲストコメンテーターとして出演。
- 報道ステーション（テレビ朝日、不定期出演） - スポーツキャスター
- アメリカンホーム・ダイレクト MAEMUKISM（JFN系列、2013年4月7日 - 2014年12月28日） - ディスクジョッキー
- グッド!モーニング（テレビ朝日、2013年10月1日 - ） - 木曜レギュラー、現在は不定期出演
- FOOTBALL PROGRAM YABECCHI STADIUM（DAZN、2020年12月13日 - ） - コメンテーター

### ゲスト・特番
- いつでも笑みを!（関西テレビ、2000年 - 2003年） - 中山夫妻で年に1度出演
- ジュブナイル（日本テレビ、2003年2月3日 - 6日） - 司会
- 徹子の部屋（テレビ朝日） - 2013年3月25日（単独出演）、2015年8月7日（中山夫妻として出演）
- 夢対決!とんねるずのスポーツ王は俺だ!スペシャル（テレビ朝日、2013年、2014年、2015年冬、2016年、2017年、2018年冬） -
- ゴン中山&ザキヤマのキリトルTV（テレビ朝日、2014年1月3日・4月4日） - 司会
- 今だから言えるナイショ話（毎日放送、2014年5月28日） - 司会
- 緊急生中継!さよなら国立競技場（TBS、2014年5月31日） - スペシャルナビゲーター
- ワールドプロレスリング（テレビ朝日、不定期） - ゲスト解説

### 映画
- 金色のくじら（1996年公開、友情出演）
- 劇場版 仮面ライダー鎧武 サッカー大決戦!黄金の果実争奪杯!（2014年7月公開、 ゲスト出演） -  本人役

### マンガ・アニメ
- ハングリーハート WILD STRIKER 第24話（2003年2月26日、アニマックス他） - 本人役
- ハピネスチャージプリキュア! 第19話（2014年6月8日、朝日放送） - ゴン役
- クレヨンしんちゃん（2016年8月26日、テレビ朝日） - 本人役[50]
- キャプテン翼 − 本人役

### ドラマ
- そこをなんとか2 第3話、第8話（2014年8月17日/9月21日、NHK BSプレミアム） - 本人役
- チア☆ドル（2015年10月17日 - 12月19日、朝日放送） - OPのナレーションを担当

## 出版物、広告媒体

### CM
| - 資生堂『アデノゲン』 - スカパー!『サッカー隊長』（06）『「20周年の開会宣言」篇 』（13） - 高校サッカーPUMA - 2004年参院選 - 麒麟淡麗<生> - ネスカフェ『シングルビーン』 - 映画『アイス・エイジ』 - コナミ『ウイニングイレブン6』 - コナミ『ウイニングイレブン6 ファイナルエヴォリューション』 - 国税庁『税を知る週間』 - 東京電力 - ニチレイ「本格炒め炒飯」「甘えびしゅうまい」「焼きおにぎり」「からあげチキン」 - MSN - キリンビバレッジ | - オンワード樫山五大陸「エコJスーツ」 - 日清製油サマーギフト「サラダ油セット」 - 大日本除虫菊「金鳥ゴン」「金鳥リキッド」 - ネスレ日本「ヴァルベール」 - YAMAHA「ジョグ・アプリオ」 - 浜松市（ポスターモデル） - 第85回全国高校サッカー選手権大会（ポスターモデル） - 静岡県 「食育の日」PR - 石屋製菓「白い恋人」 - アデランス「ピンポイントチャージ」 - セガ『サカつく プロサッカークラブをつくろう』（13年） - ハウス食品「母の日カレー企画 ジュ〜ジュ〜つけつけカレー」（14年） - スルガ銀行「夢を叶えたタナカ」篇、「アンチエイジング」篇（14年） - アサヒビール『アサヒ オフ』（2015年） |

### 参加CD
J-100として
- 『飛躍』 (2003年3月19日発売)

コーラス
- 『迷宮の楽園/SON OF THE SUN』中西圭三 (1998年7月29日発売)
  - c/w『SON OF THE SUN』に参加
- 『DO IT』HOUND DOG (1999年9月1日発売)

PV出演
- 『明日へ』FUNKY MONKEY BABYS (2009年11月18日発売) - 同シングル（初回限定版）のジャケットのイメージキャラクターにも起用されている。

### その他
書籍
- 「スポーツの知と技-トップ・アスリートへの軌跡」共著（大修館書店 1998年5月）
- 週刊少年サンデー「中山雅史物語」 全2話（村枝賢一画、1993年）
- 「魂の在処」中山雅史/時見宗和 著（幻冬舎、2014年7月24日）

DVD
- 「中山雅史 ゴンゴールズ」（2006年5月26日、日活）
- 「コンサドーレ札幌J1昇格記念DVD〜2011戦いの記録〜」（兼解説、ラジオCM 2012年 札幌テレビ放送）